# Ketonggo
Ketonggo is een bestuurslaag in het regentschap Ponorogo van de provincie Oost-Java, Indonesië. Ketonggo telt 720 inwoners (volkstelling 2010).